# Alexander II. von Velen

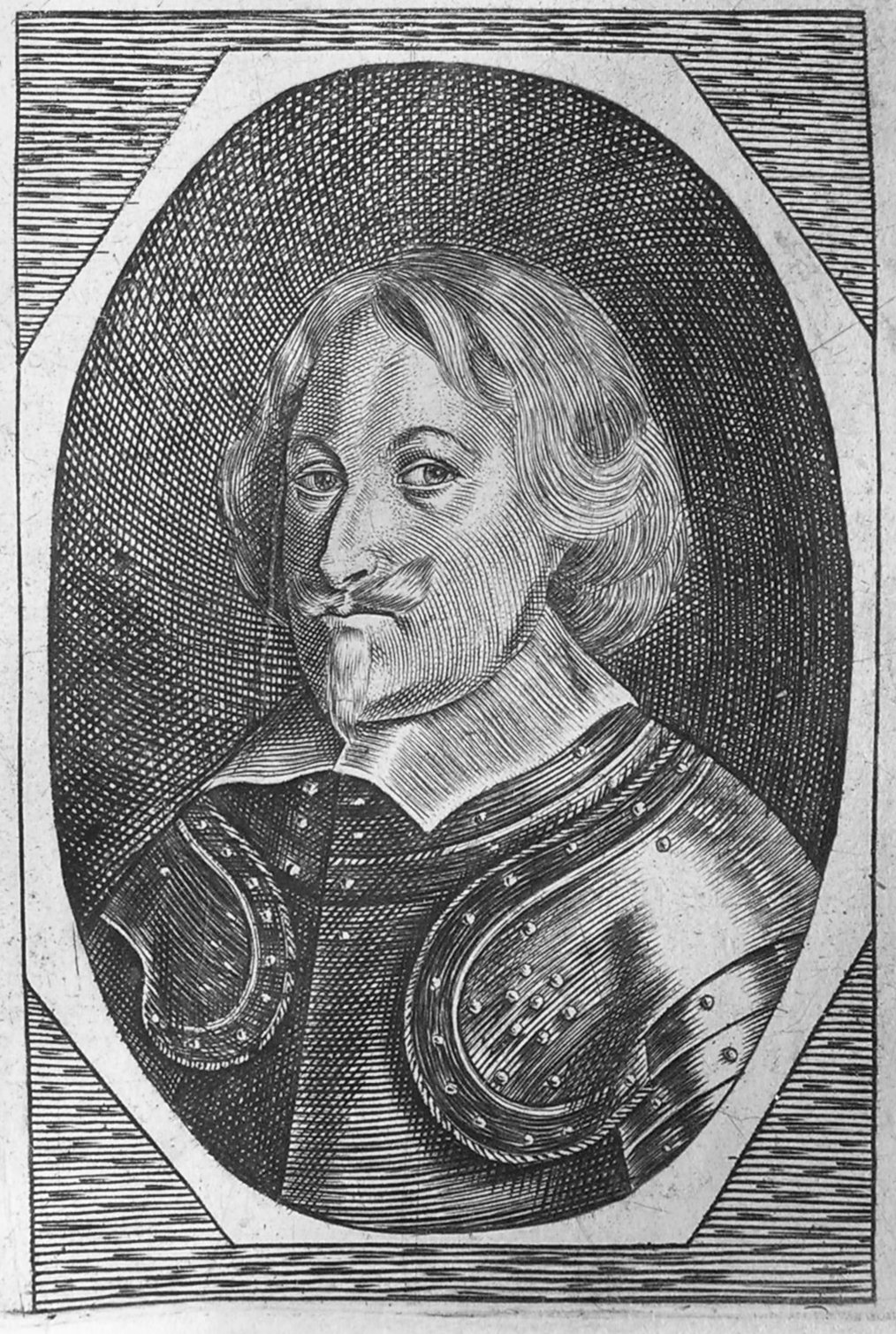
Alexander II. von Velen (In: Adolphus Brachelius: Historia nostri temporis. Amsterdam 1652)

Alexander II. von Velen (* 1599; † 10. Oktober 1675), Freiherr zu Raesfeld und Bretzenheim, war Kaiserlicher Feldmarschall der katholischen Liga im Dreißigjährigen Krieg. Nach seiner erfolgreichen Militärkarriere ließ er die Burg Raesfeld zum Residenzschloss ausbauen. 1641 wurde ihm die erbliche Reichsgrafenwürde verliehen. Später wurde er auch als „westfälischer Wallenstein“ bezeichnet.

## Leben

### Jugend
Alexander II. von Velen wurde 1599 als ältester Sohn von Alexander I. von Velen (1556–1630) und dessen erster Ehefrau Agnes von Leerod geboren. Er wuchs auf der Burg Raesfeld seines Vaters auf. Mit dem Erhalt der Tonsur am 20. Dezember 1614 wurde er auf ein geistliches Leben vorbereitet. Nach dem Tode des Heinrich von Brabeck kam er in den Besitz einer Dompräbende, auf die er am 14. April 1621 verzichtete.
Mindestens zwischen 1615 und 1616 studierte er, zusammen mit seinem Bruder Ernst, an der Universität Löwen. Eine erste militärische Ausbildung erhielt er vermutlich von seinem Vater, einem Obristen.

### Erste militärische Erfolge

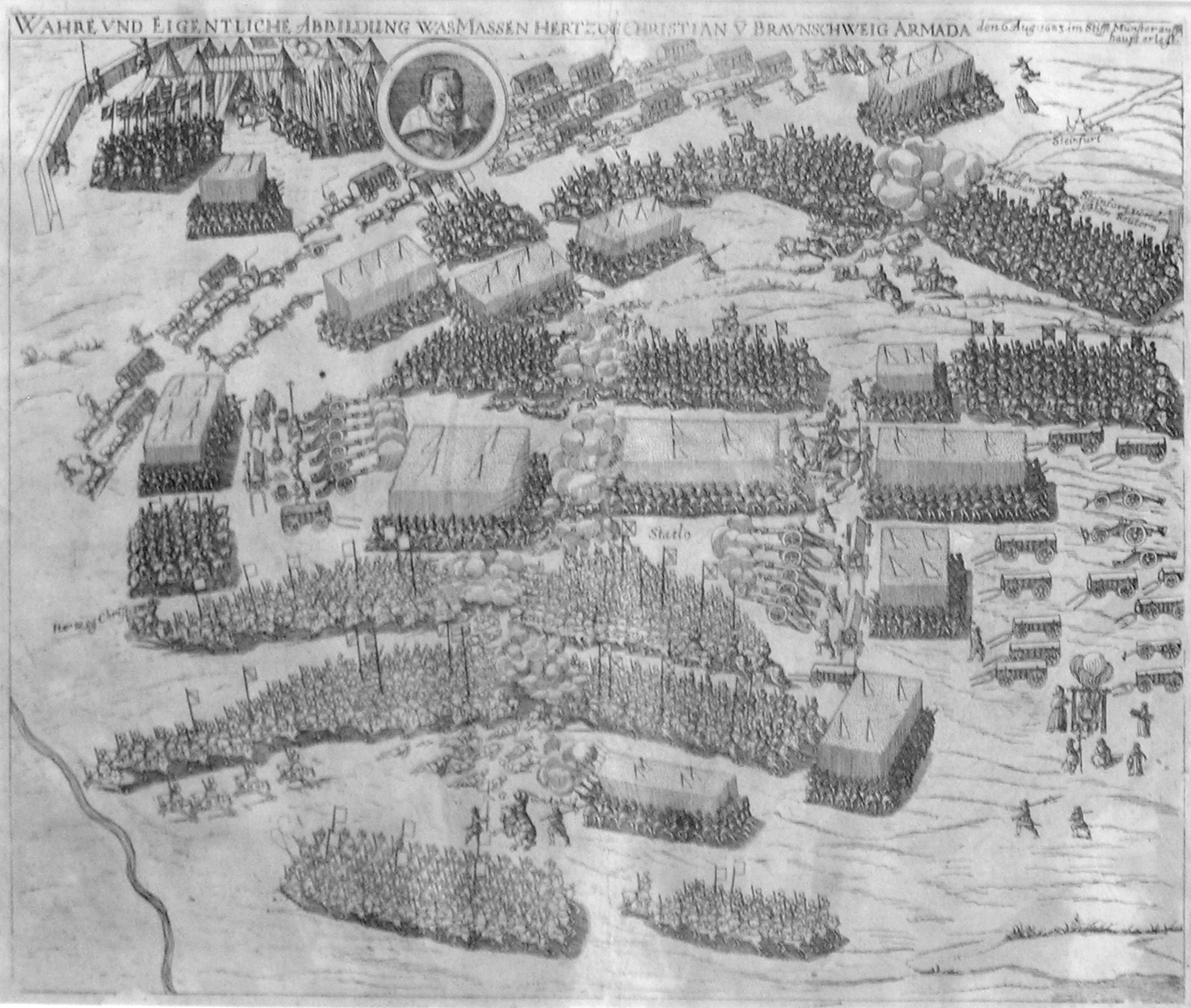
Schlacht bei Stadtlohn 1623, Radierung von 1626

Bei Ausbruch des Dreißigjährigen Krieges trat Velen in den Heeresdienst. 1623 war er bereits Hauptmann im Regiment des Grafen Johann Jakob von Bronckhorst zu Anholt und kämpfte unter anderem 1623 in der Schlacht bei Stadtlohn erfolgreich gegen die Truppen des Christian von Braunschweig. Als Auszeichnung erhielt er von General Wilhelm von Weimar aus der Beute ein prächtiges Sattel- und Zaumzeug, das Velen von da an stets benutzte.
Da sich das Kriegsgeschehen für die folgenden zwei Jahre von West- nach Norddeutschland verlagerte, war das Regiment des Grafen von Anholt nur als Schutztruppe Westfalens eingesetzt. Velen verbrachte die Zeit bis 1626 vor allem auf der Burg Raesfeld. Weil sein Vater zur Ausübung seiner Ämter als Drost zu Sassenberg und Wolbeck und Geheimer Rat des Bischofs häufig abwesend war, übernahm Alexander II. von Velen die Verwaltung des Schlosses. 1624 heiratete er die Gräfin Alexandrine Amstenraet zu Huyn und Gelen (1594–1654), Schwester von Gottfried Huyn von Geleen, mit der er sechs Kinder hatte:
- Anna Margarethe, starb ein halbes Jahr nach der Geburt
- Ferdinand Gottfried (* 1626; † 7. Juli 1685) ⚭ 25. Juli 1656 Sophia Elisabeth von Limburg-Styrum (um 1630; † 26. Oktober 1685).
- Paul Ernst
- Alexandrine Marie († 10. Juli 1656)

⚭ 1642 Emich von Daun (1614–1642) Sohn von Johann Adolf von Daun-Falkenstein
⚭ 27. November 1644 Johann II. von Waldeck-Landau Graf von Waldeck-Pyrmont (* 7. November 1623: † 10. Oktober 1668)
- Isabella
- Alexandra Elisabeth.

### Militärkarriere
Das Anholtische Regiment wurde mit dem des Grafen von Tilly vereint. Mit der Entsetzung Verdens 1627 bereitete Velen die Eroberung des Erzstifts Bremen vor. Nachdem er im November 1628 das Westufer der Ems vom Feind befreit hatte, wurde er 1629 zum Obristwachtmeister unter Matthias Gallas ernannt. 1631 unterstand Velen als Obrist direkt dem General von Tilly, schied jedoch bald aus dessen Dienst aus, da die Landstände des Stiftes Münster nach ihm verlangten.

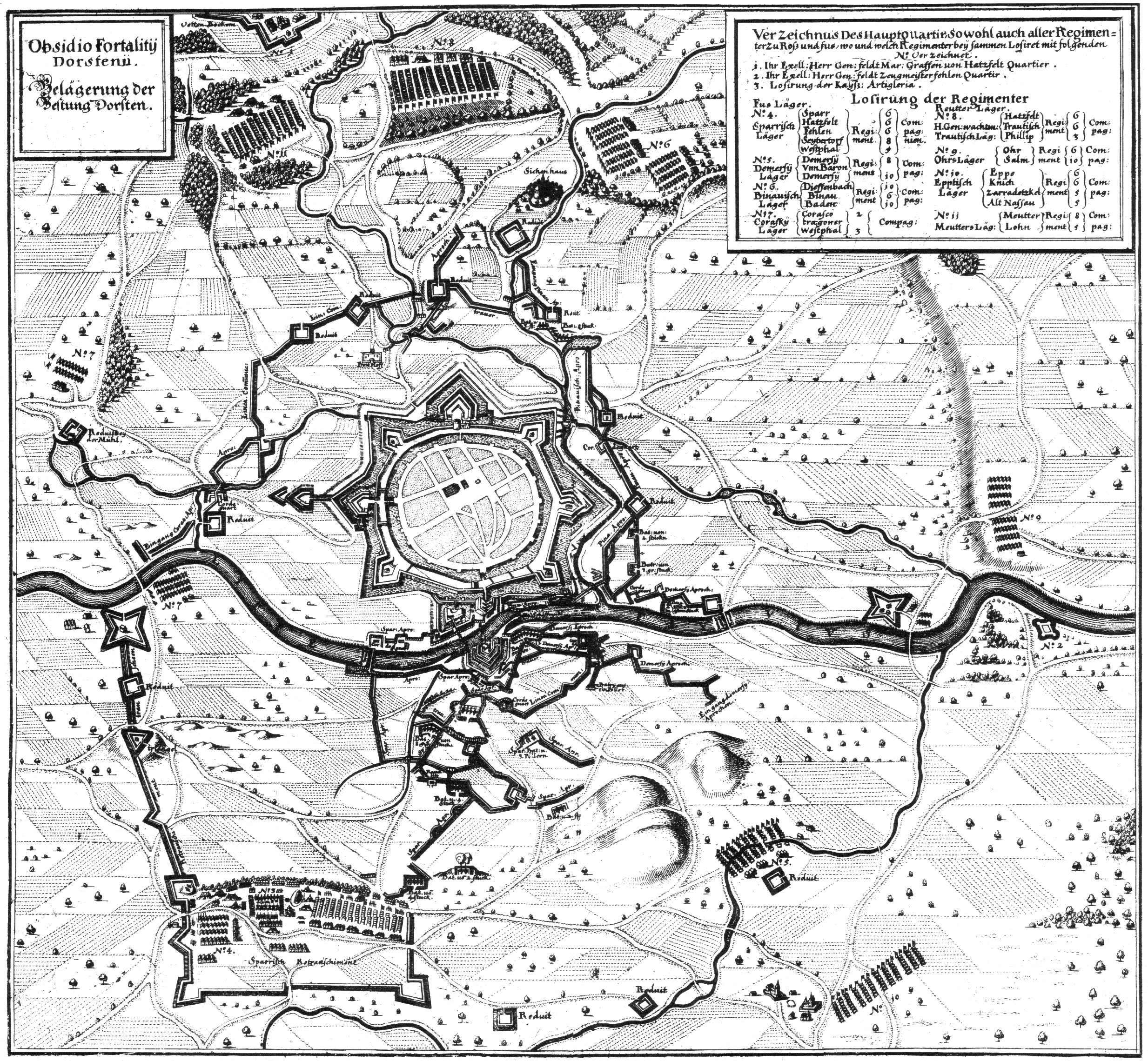
Belagerung der Festung Dorsten 1641 in der Topographia Germaniae. Am unteren Bildrand links No. 4 Regimenter Fus Läger Fehlen, am mittleren rechten Bildrand 2. Ihr Exell: Herr Gen: Feldtzeugmeister Fehlen Quartier (Haus Hagenbeck)

So führte Velen ab 1632 ein Regiment von 3000 Mann im Auftrag des Kurfürsten und Bischofs Ferdinand gegen die hessischen Besatzer Westfalens. Nachdem von Dorsten und Lippstadt aus Lüdinghausen, Rheine und Ahaus eingenommen worden waren, konnte Velen zumindest Warendorf und Münster halten. Von dort konnten 1634 unter seinem Kommando einige Städte zurückerobert werden. Für diese Leistung wurde Velen im November 1634 zum Generalwachtmeister der Katholischen Liga befördert und konnte den Befehl über die Streitkräfte des Fürstbistums selbstständig führen.
Zu seinem neuen Amt gehörte auch, für die finanzielle Unterhaltung der Armee zu sorgen, sodass Velen von November 1634 bis Januar 1635 eine Gesandtschaftsreise für den Kurfürsten zum Kardinalinfanten in Brüssel unternahm, der ihm nach zähen Verhandlungen 20.000 Reichstaler Unterstützung bewilligte. Die Einnahme Coesfelds 1635 gelang Velen wegen ausbleibender Verstärkung nicht. Obwohl die Hessen weiterhin Westfalen bedrohten, zog Velen 1636 nach Altenkirchen im Westerwald, um dort dem Feldmarschall Johann von Götzen bei der Belagerung der Festung Hanau zu helfen. Als Graf Götzen die Übermacht der Hessen in Hanau erkannte und erfuhr, dass die Schweden und Hessen von der Weser kommend in Westfalen einfielen, änderte er seine Pläne und schickte Velen zurück, der den Angriff noch abwehren konnte.
Velen verteidigte im Juli 1637 die Grafschaft Bentheim gegen die Franzosen und eroberte im Frühjahr 1638 die schwedisch besetzte Stadt Meppen. Dafür wurde er zum Feldzeugmeister befördert. Im September 1641 gelang es Velen, zusammen mit dem Grafen von Hatzfeld, nach monatelanger Dauer siegreich aus der Belagerung von Dorsten hervorzugehen, die von hessischen Truppen besetzt war.
Mit den zurückeroberten Städten gelang die Verteidigung Westfalens gegen die Hessen im Osten besser. Da Velen „seit etlichen jahren merklichen Abgang der leibskräfte, sonderlich am gesicht und gehör verspüret“ schied er im Februar 1646 auf eigenen Wunsch aus dem Heeresdienst aus. Von Kaiser Ferdinand III. wurde er 1653 wegen der „vor langen Zeiten geleisteten sehr nutz- und ersprießlichen Kriegsdiensten“ zum Feldmarschall und Kriegsrat ernannt.

### Alter als Freiherr, Reichsgraf und Diplomat
Nach dem Tod seines Vaters Alexander I. 1630 hatte Alexander II. von Velen die Burg Raesfeld, die er bereits längere Zeit eigenständig verwaltet hatte, übernommen. 1636 erhielt Velen von Graf Götzen für die Burg Raesfeld besondere Neutralität zugesichert. Am 11. Oktober 1641 wurde Alexander II. von Velen die erbliche Reichsgrafenwürde von Kaiser Ferdinand III. verliehen. 1642 erwarb er für 27.000 Reichstaler das Schloss Bretzenheim mit seiner reichsständischen Herrschaft, welche ihm Sitz und Stimme im Reichstag einbrachte. Er ließ sich jedoch dort meist durch Agenten vertreten und war selbst nicht politisch aktiv. 1644 erhielt er mit dem „privilegium exemptionis fori“ eine eigene Gerichtsbarkeit für seine Reichsgrafschaft.
Von dem im Kriegsdienst angehäuften Reichtum erzählte man sich im Lande Märchen. Zum Besitz Velens gehörten neben den Schlössern Raesfeld und Bretzenheim die Häuser Krudenburg und Hagenbeck an der Lippe, Horst an der unteren Ruhr, Megen im Herzogtum Brabant und die Burg Engelrading bei Marbeck. Im Umfeld der Schlösser und Burgen hatte er außerdem Ländereien und Rittersitze erworben. Fürstbischof Ferdinand sagte: „Der graeffe von Vele hat in Westfalen einen gueten Krieg gehabt. Er hat wohl ein pahr Millionen genossen.“
Davon ließ er die beschädigte Burg Raesfeld in den Jahren von 1646 bis 1658 zu einem repräsentativen Residenzschloss als Mittelpunkt für sein angestrebtes Reichsfürstentum ausbauen. Während der Bauzeit wohnte die Familie und ihr Personal vor allem auf Haus Hagenbeck an der Lippe. Zu den Ausbauten zählten drei zusätzliche Flügel am Haupthaus mit einem Turm, eine Vorburg, eine Kapelle sowie üppige Parkanlagen und ein Tiergarten.
Innerhalb des Tiergartens ließ er zur Jagd heimisches Wild wie Wildschweine, Reh- und Rotwild halten. Sein Interesse galt aber auch exotischen Tieren: Aus Raesfeld stammt von 1664 der älteste Nachweis vom bis dahin unbekannten Damwild in Nordrhein-Westfalen. Johann Moritz von Nassau-Siegen schenkte Velen, „damit euer Tiergarten verziehret und vermehret werde“, 1670 eine „amerikanische trächtige Büffelkuh, da Ew. Liebden ein sonderlicher Liebhaber Fremder Tiere und Bester seind“. Den sogenannten Sterndeuterturm der Vorburg nutzte er für astrologische Untersuchungen. Von seiner Bildung zeugt auch die Bibliothek mit naturwissenschaftlichen Werken und vor allem französischsprachiger Literatur.
Nach dem Ausscheiden aus dem Militärdienst pflegte Velen weiterhin seine Beziehungen zum Kaiserhof. Er vertrat den Kaiser und Fürsten auf Feierlichkeiten und unternahm in ihrem Namen Gesandtschaftsreisen. Auf Schloss Raesfeld weilten zu dieser Zeit viele hochrangige Persönlichkeiten, so z. B. der Straßburger Bischof und Friedrich Wilhelm, Kurfürst von Brandenburg, oder der Fürstbischof Christoph Bernhard von Galen.
Als seine erste Ehefrau Alexandrine 1654 starb, heiratete Velen 1655 Anna Magdalena von Bentheim.
Von einer Tochter aus der zweiten Ehe ist Alexander Johannes Franziskus Ignatius Waldbott von Bassenheim (1667–1715), Domkapitular und Domscholaster in den Fürstbistümern Speyer, Worms und Münster, sein Enkel. Dessen qualitatives Barockepitaph befindet sich im Speyerer Dom.